# ФК Женес Еш
ФК Женес Еш је луксембуршки фудбалски клуб из града Еш сир Алзет на југу Луксембурга. 

## Историја
Клуб је основан 1907. године. Главне клупске боје су црно-бела. До данас, Женес Еш је један од најуспешнијих и најтрофејнијих фудбалских клубова у Луксембургу. Међутим, у сезони 2006/07. клуб је имао резултатских проблема и завршио је тек на 9. месту у лиги, за длаку избегавши плеј-оф за испадање.
Домаће утакмице игра на стадиону Стад де ла Фронтиер, капацитета 8.200 места.

## Успеси
- Првенство Луксембурга

Шампион: (28): 1920-21, 1936-37, 1950-51, 1953-54, 1957-58, 1958-59, 1959-60, 1962-63, 1966-67, 1967-68, 1969-70, 1972-73, 1973-74, 1974-75, 1975-76, 1976-77, 1979-80, 1982-83, 1984-85, 1986-87, 1987-88, 1994-95, 1995-96, 1996-97, 1997-98, 1998-99, 2003-04, 2009-10.
- Куп Луксембурга

Освајач (13): 1934-35, 1936-37, 1945-46, 1953-54, 1972-73, 1973-74, 1975-76, 1980-81, 1987-88, 1996-97, 1998-99, 1999-00, 2012-13.
Финалиста (12): 1921-22, 1926-27, 1964-65, 1965-66, 1970-71, 1974-75, 1984-85, 1990-91, 1994-95, 1995-96, 2005-06, 2011—2012.